# Estadio Municipal Nicolás Chahuán Nazar
Das Estadio Municipal Nicolás Chahuán Nazar (deutsch Städtisches Stadion Nicolás Chahuán Nazar) ist ein Fußballstadion in der chilenischen Stadt La Calera. Es ist die Heimspielstätte des Fußballclubs Unión La Calera aus der chilenischen Primera División.

## Geschichte
In den 1950er Jahren gab es erste Versuche, aus verschiedenen kleineren Vereinen einen größeren Fußballclub zu gründen. Dazu wurde 1950 in nur zwei Monaten das Stadion von La Calera gebaut. Die Kapazität war damals auf 10.000 Zuschauer ausgelegt. Am 26. Januar 1954 wurde schließlich Unión La Calera gegründet, die von da an im Estadio Municipal spielten. Zunächst waren sie in regionalen Amateurligen aktiv, nach und nach gelangte der Verein jedoch in den Profibereich.
Im Zuge der U-20-Fußball-Weltmeisterschaft der Frauen 2008, die in Chile stattfand, galt die Anlage als ein möglicher Austragungsort. Letzten Endes fanden dort jedoch keine Spiele statt. In den folgenden Jahren zeigte sich das Stadion in einem renovierungsbedürftigen Zustand, unter anderem wegen Schäden, die das Erdbeben in Chile 2010 verursacht hatte. Deswegen wurde ab 2013 ein kompletter Umbau mit Renovierung des Stadions geplant und zwischen 2017 und 2019 verwirklicht. Am 16. Februar 2019 wurde das neue Stadion bei einem Freundschaftsspiel zwischen Unión La Calera und Coquimbo Unido im Beisein von Sportministerin Pauline Kantor sowie dem Öffentlichkeitsminister Juan Andrés Fontaine eingeweiht.

## Namensgebung
Das Stadion von La Calera wurde nach Nicolás Chahuán Nazar benannt. Chahuán war in jungen Jahren als Fußballer und auch Schiedsrichter in La Calera aktiv gewesen und bei der Vereinsgründung 1. Vizepräsident von Unión La Calera. Am 17. April 1988 besuchte er, nachdem er wenige Jahre zuvor schon einen Schlaganfall überlebt hatte, das Spiel zwischen Unión La Calera und den Santiago Wanderers in der Copa Chile. Seine Ärzte hatten ihm verboten, Fußballspiele im Stadion zu besuchen, um seine Gesundheit zu schonen. Als der Schiedsrichter in einem ausgeglichenen Spiel in der 88. Spielminute auf Strafstoß für die Wanderers entschied, regte sich Chahuán so stark auf, dass er einen Herzinfarkt erlitt. Dennoch blieb er im Stadion, um das Spiel zu Ende zu verfolgen. Nach Spielende wurde er zunächst nach Hause und dann ins Krankenhaus gebracht, wo er tags darauf starb. Zu seiner Ehre erhielt das Stadion wenig später seinen Namen und heißt seitdem Estadio Municipal Nicolás Chahuán Nazar.

## Galerie

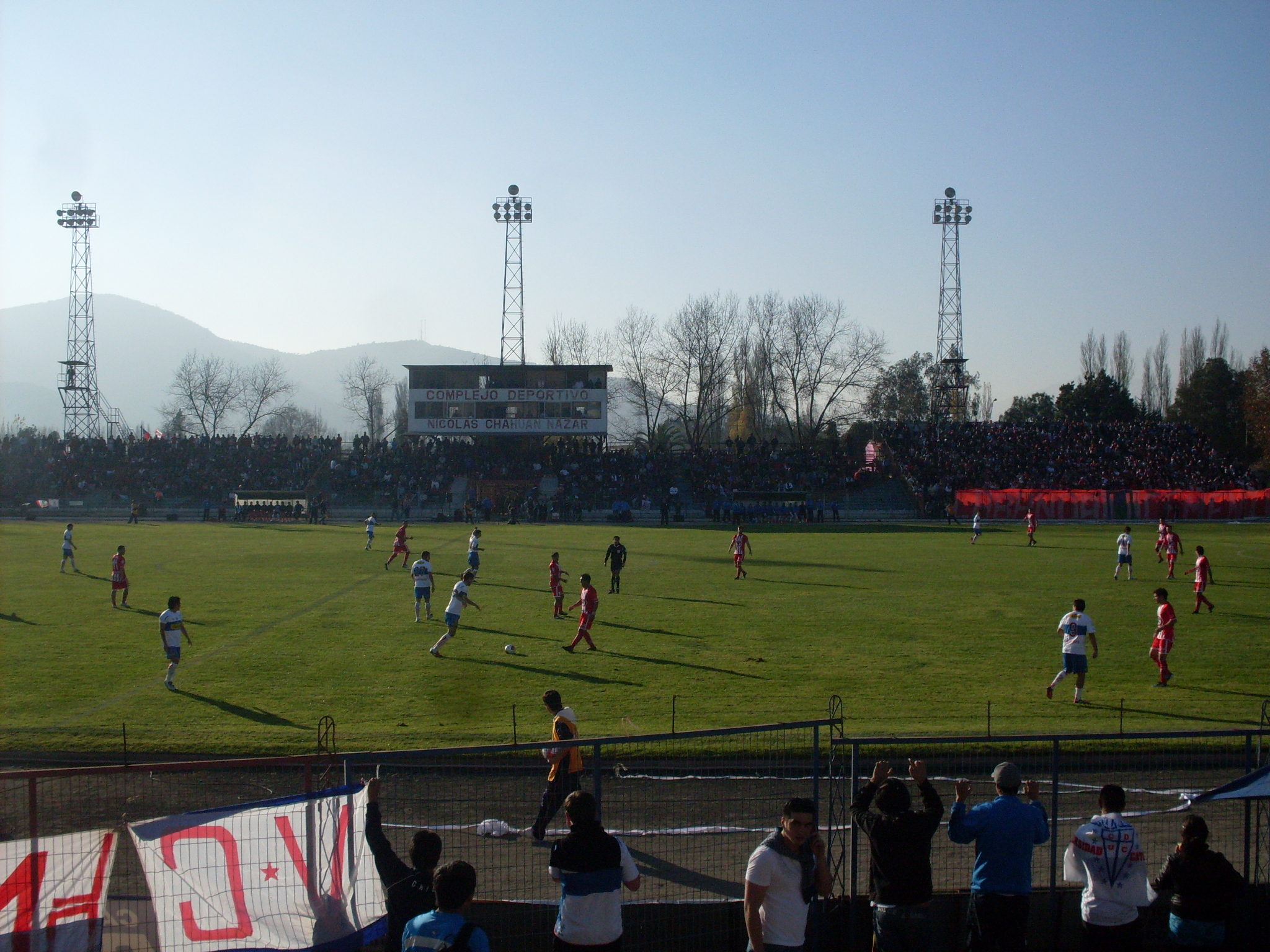
Das alte Stadion vor dem Umbau
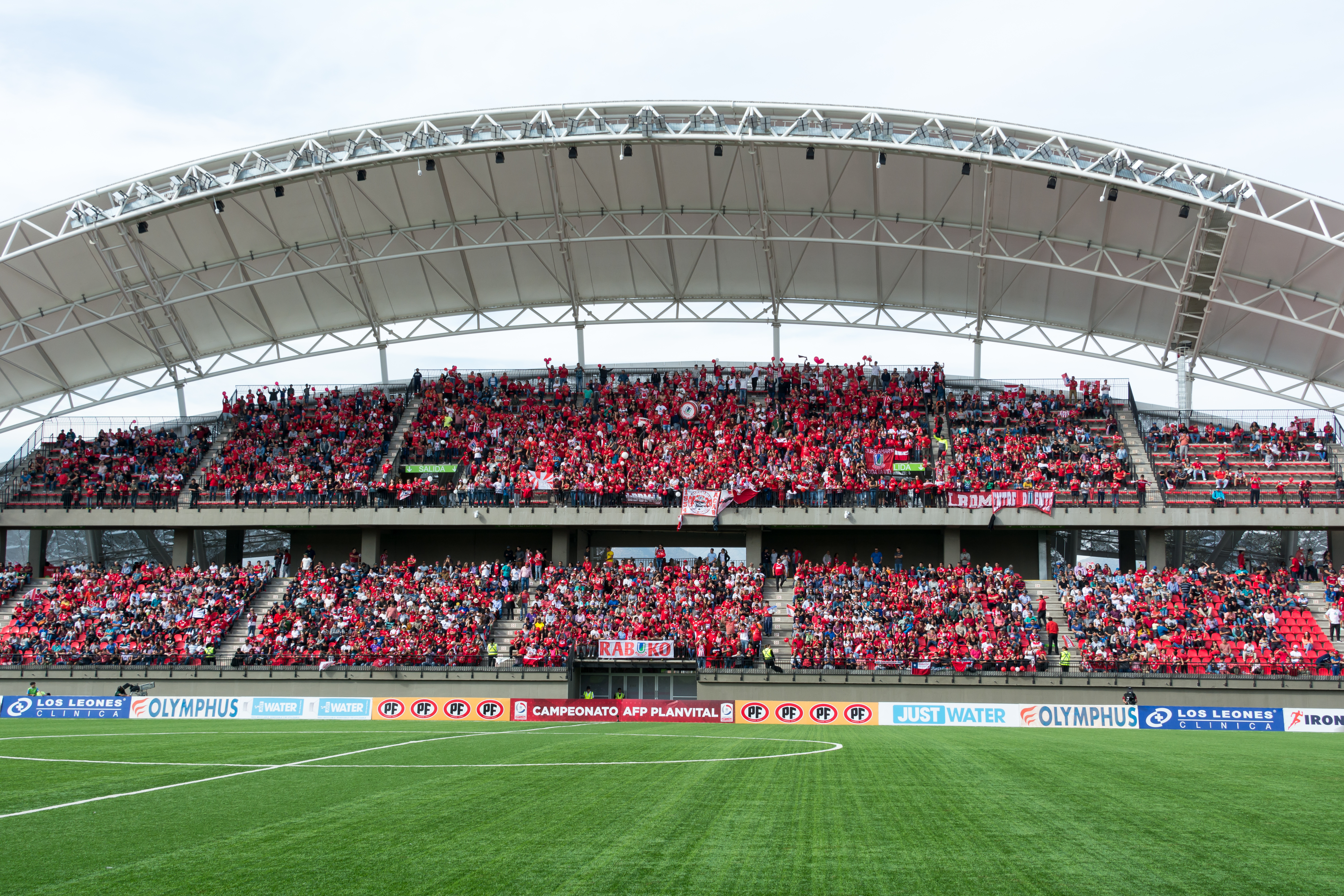
Das renovierte Stadion
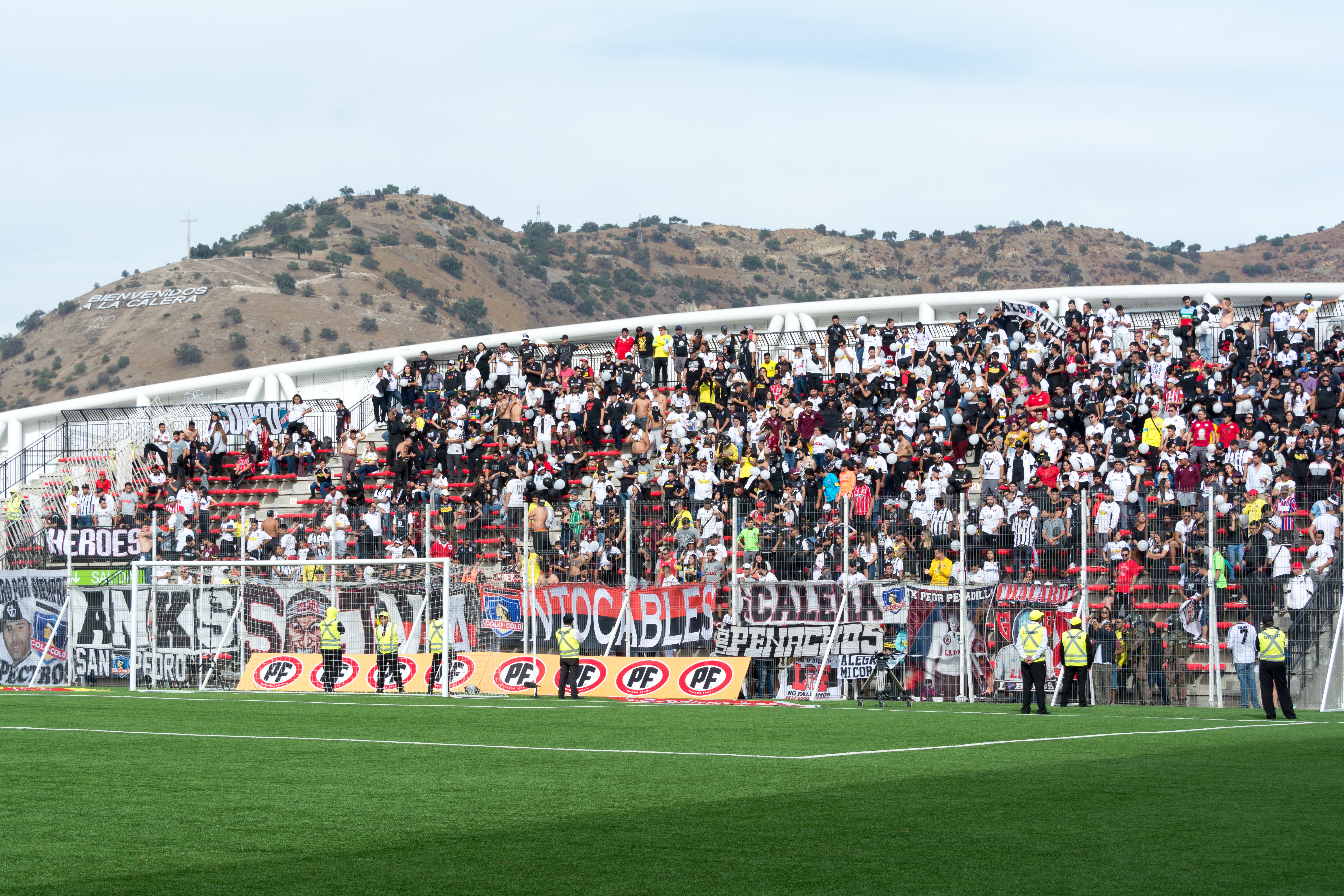
Die Gegengerade